# Suffragetto

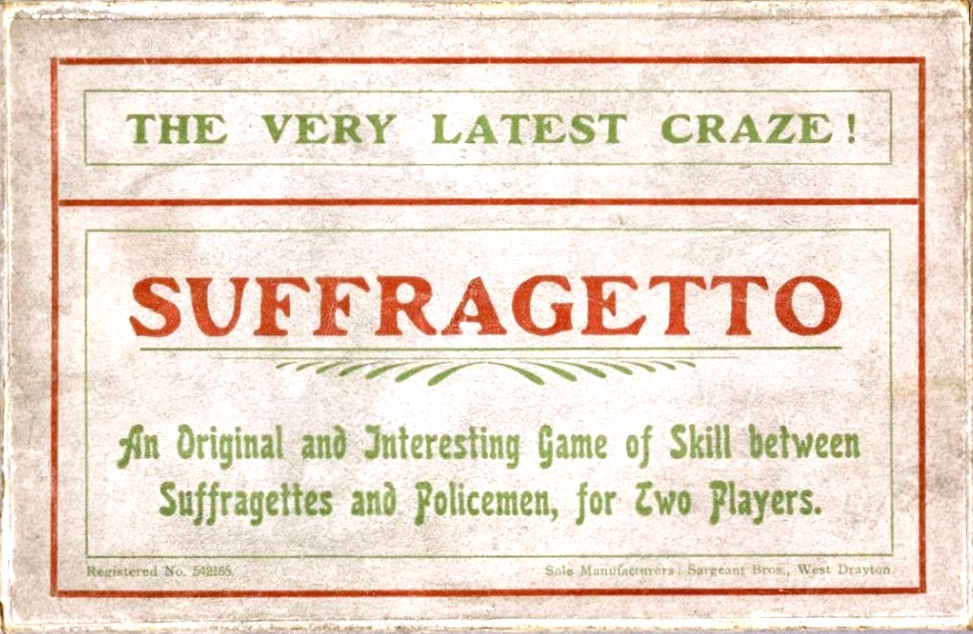
Verpackung des Spiels Suffragetto

Suffragetto ist ein Brettspiel für zwei Personen. Es erschien im Mai 1908. Es wurde von der Women’s Social and Political Union entwickelt und vertrieben, um für ihren Kampf für das Frauenwahlrecht zu werben. Thema des Strategiespiels ist ein Kampf zwischen Suffragetten und Polizisten.

## Geschichte
Die Women’s Social and Political Union entwickelte das Spiel als eine neue Art des Fundraisings. Die Organisation, die ansonsten auf Spenden angewiesen war, versuchte um diese Zeit, sich durch den Vertrieb von Produkten ein weiteres finanzielles Standbein zu schaffen. Die Firma Sargeant Bros. Ltd. stellte das Spiel her. Suffragetto war dabei nicht das einzige Spiel, weitere Produkte waren das Kartenspiel Panko, or, Votes for Women: The Great Card Game und das Brettspiel How to Get Out of Gaol.
Das einzige bekannte Originalexemplar bewahren die Bodleian Libraries der University of Oxford auf.

## Spielidee
Die Suffragetten halten eine Konferenz in der Albert Hall in London ab.  Von dort aus wollen sie versuchen, das House of Commons zu stürmen. Dazu müssen sie die geschlossene Reihe von Polizisten durchbrechen, die das Gebäude bewacht. Gleichzeitig müssen sie die Polizisten daran hindern, den Ort ihrer Konferenz zu besetzen. Dabei müssen beide Seiten vermeiden, ins Gefängnis (Suffragetten) bzw. ins Krankenhaus (Polizisten) zu gelangen.

## Spielregeln

Spielplan mit Grundaufstellung der Figuren

Gespielt wird auf einem Spielplan mit 17 ✕ 17 Feldern. Der mittlere Bereich des Spielfeldes von 9 ✕ 17 Feldern ist rosa gefärbt und als „Arena“ gekennzeichnet. An beiden Seiten des Spielfeldes sind 21 Felder als „Gefängnis“ (mit sechs zusätzlichen Feldern als „Gefängnishof“) bzw. „Krankenhaus“ (mit sechs zusätzlichen Feldern als „Krankenhausgelände“) markiert.
Jede Seite spielt mit 21 Spielsteinen, darunter 5 größere und 16 kleinere. Die dunkelblauen Spielsteine symbolisieren die Polizei, die grünen Spielsteine stehen für die Suffragetten. Die Spielfiguren werden zu Beginn des Spiels auf die mit „S“ bzw. „P“ markierten Felder gestellt. Die größeren blauen Spielfiguren sind Inspektoren, die größeren grünen Spielfiguren sind die Anführerinnen der Suffragetten. Die fünf großen Spielfiguren stehen jeweils in der Mitte der ersten Reihe und auf den vier äußersten Feldern der ersten und zweiten Reihe. Die Figuren stehen dabei vor und neben einem Bereich aus sechs Feldern, der auf der Seite der Polizisten als „House of Commons“, auf der Seite der Suffragetten als „Albert Hall“ bezeichnet ist. Das „House of Commons“ ist das Zielfeld der Suffragetten; die „Albert Hall“ das Zielfeld der Polizisten. Ziel des Spiels ist es, das jeweilige Zielfeld vollständig zu besetzen.
Beide Seiten sind abwechselnd am Zug. Bei jedem Spielzug darf eine Spielfigur entweder durch Ziehen oder durch Springen fortbewegt werden. Beim Ziehen wird die Spielfigur in eine beliebige Richtung (auch rückwärts und diagonal) auf ein angrenzendes, unbesetztes Feld bewegt. Die sechs Felder, die der Gegenseite als Ziel dienen, sowie die als „Krankenhaus“ und „Gefängnis“ und deren Vorhöfe markierten Felder dürfen weder betreten noch übersprungen werden. Beim Springen können sowohl eigene als auch gegnerische Spielfiguren übersprungen werden, jedoch nicht mehr als eine auf aufeinanderfolgenden Feldern. In einem Spielzug können nacheinander beliebig viele eigene oder gegnerische Figuren übersprungen werden, sofern sich zwischen ihnen jeweils ein freies Feld befindet. Auch Springen ist in alle Richtungen erlaubt.
Figuren, die sich in der „Arena“ befinden, werden beim Überspringen durch gegnerische Figuren geschlagen. Suffragetten und einfache Polizisten (kleine Spielfiguren) können gegnerische Figuren nur bei diagonalen Spielzügen schlagen; die Anführerinnen der Suffragetten und die Polizei-Inspektoren (große Spielfiguren) können in jede Richtung Spielfiguren schlagen. In einem Spielzug können mehrere Figuren geschlagen werden. Geschlagene Suffragetten werden ins „Gefängnis“ gesetzt, geschlagene Polizisten ins „Krankenhaus“. Befinden sich jeweils zwölf oder mehr Spielfiguren im „Gefängnis“ und im „Krankenhaus“, darf jede Seite einen Austausch von bis zu sechs Spielfiguren verlangen. So dürfen von jeder Seite gleich viele Figuren wieder am Spiel teilnehmen, wobei die gegeneinander ausgetauschten Figuren einander im „Rang“ (also in der Größe) entsprechen müssen. Sie werden in den Vorhof des „Gefängnisses“ bzw. „Krankenhauses“ gesetzt und dürfen sich von dort aus wieder frei bewegen. Solange sich eine oder mehr Figuren in einem der Vorhöfe befinden, kann kein erneuter Austausch verlangt werden.
Wenn eine Figur eines ihrer sechs Zielfelder erreicht hat, darf sie sich innerhalb dieses Bereichs weiterhin bewegen, ihn jedoch nicht wieder verlassen. Gewonnen hat, wer zuerst alle sechs Felder des jeweiligen Zielfeldes mit eigenen Spielfiguren besetzt hat.